# Soraida tenebricosa
Soraida tenebricosa är en tvåvingeart som beskrevs av Erich Martin Hering 1941. Soraida tenebricosa ingår i släktet Soraida och familjen borrflugor. Inga underarter finns listade i Catalogue of Life.